# Aloe pseudoparvula
Aloe pseudoparvula é uma espécie de liliopsida do gênero Aloe, pertencente à família Asphodelaceae.